# Мої щасливі зірки
«Мої щасливі зірки» (англ, назва My Lucky Stars) — гонконгський фільм з Джекі Чаном у головній ролі. Фільм вийшов на екрани в 1985 році.

## Сюжет
Двох гонконзьких поліцейських направляють в Токіо, щоб вони упіймали там свого колишнього колегу, який викрав діаманти і втік до Японії. Але втікач увійшов під захист злочинного клану ніндзя. Ніндзя захопили одного з поліцейських, Рикі Фунга (Юень Бяо), а інший, на прізвисько "Здоровило" (Джекі Чан) виявився "засвіченим". Тоді він вирішує викликати в Японію своїх давніх друзів із сирітському притулку, з якими він колись належав до "банди сиріт", поки не став поліцейським. Вони не "заплямовані" роботою в поліції, і під особливою легендою вони повинні також увійти під захист клану ніндзя. Гонконгська поліція підставляє банду сиріт і змушує їх відправитися в Токіо. Сироти - кумедна і різношерста публіка - прибувають до Токіо і дійсно в одному з підпільних ігрових клубів потрапляють у поле зору якудзи. Але їхня легенда швидко руйнується, і ніндзя захоплюють їх у заручники. Врятуватися вдається лише Пустуну (Саммо Хунг). Щоб звільнити друзів, Пустун і Здоровило атакують схованку ніндзя.